# Kopřiva kulkonosná
Kopřiva kulkonosná (Urtica pilulifera) je jednoletá bylina z čeledi kopřivovitých (Urticaceae). Tato kopřiva je známá též pod synonymními názvy kopřiva Dodartova (Urtica dodartii L.)

## Popis
Dorůstá až do výšky přibližně 60 cm. Její listy mohou dráždit pokožku. Podle Mezinárodního svazu ochrany přírody (IUCN) je zařazena mezi málo dotčené druhy (Least Concern).

## Rozšíření
Přirozeně se vyskytuje v zemích kolem Středomoří, na Arabském poloostrově a východně až po Pákistán. Jako invazní druh se šíří či šířila v Belgii, Německu a ve Velké Británii. Ve Velké Británii se již nevyskytuje.